# XCOM: Chimera Squad
XCOM: Chimera Squad (с англ. — «XCOM: Отряд „Химера“») — пошаговая тактическая компьютерная игра, разработанная Firaxis Games и изданная 2K Games как часть серии X-COM. Сюжетно игра является сиквелом к XCOM 2: War of the Chosen и разворачивается после достижения хрупкого мира между людьми и инопланетными силами. Игрок управляет смешанным отрядом из людей и инопланетян, поддерживающих мир в Городе-31 — экспериментальном поселении, в котором люди и пришельцы живут вместе. Хотя Chimera Squad использует тактические элементы, схожие с другими играми серии X-COM, в игру также были добавлены новые геймплейные концепты для ускорения темпа игрового процесса.
Игра была выпущена на Microsoft Windows 24 апреля 2020. Выпуск игры на других платформах не планируются, равно как выпуск дополнений или расширений для игры.

## Игровой процесс
Игрок берёт под контроль отряд из 11 персонажей — как людей, так и пришельцев, — составляющих отряд «Химера». У каждого персонажа есть набор уникальных способностей, что заменяет собой классы из предыдущих игр франшизы. Игра разделена на пошагово-тактические сражения и управление небоевыми занятиями отряда. Эти занятия формируют стратегический слой игры и позволяют игрокам менять или улучшать снаряжение членов отряда, а также отправлять их на расследования. Стратегический слой также показывает уровень беспокойства в каждом районе города, при выходе которого из-под контроля город охватывают беспорядки.
Когда игрок начинает боевую миссию, он выбирает, какие персонажи будут в ней участвовать. В каждой миссии может быть несколько боевых сегментов. Миссия начинается в фазе планирования, позволяющей игроку расставить юнитов на назначенные точки, с которых они начнут боевые действия. Различные точки дают игрокам различные бонусы и испытания, а у игрока есть возможность распределить своих юнитов сразу по нескольким точкам.
Когда сражение начинается, контролируемые игроком юниты и контролируемые компьютером противники начинают ходить в смешанном порядке — один юнит игрока, затем один юнит противников. Эту систему игра называет «чередующимися ходами» (англ. interleaved turns). У некоторых агентов есть способности, позволяющие вмешаться в очерёдность ходов, и один раз за миссию у игрока есть возможность заставить походить своего юнита следующим вне зависимости от очерёдности. Эта система сильно отличается от предыдущих игр серии XCOM, в которой сначала ходили все контролируемые игроком юниты, а затем — все контролируемые компьютером противники. За время хода можно осуществлять схожий с предыдущими играми набор действий — движение, атака, занятие оборонных позиций и использование особых способностей. Некоторые способности образуют синергию со способностями других персонажей.
Раненые персонажи могут потерять сознание во время сражения, после чего другой персонаж должен стабилизировать его состояние. Если персонажу не будет вовремя оказана надлежащая медицинская помощь, он умрёт, миссия будет провалена, и игроку придётся начать её заново. Как и в предыдущих играх серии, у игрока есть возможность активировать «режим ironman», ограничивающий число доступных слотов для сохранений до одного и навязывающий перманентную смерть. Прохождение кампании занимает порядка 20 часов.
Как и предыдущие игры серии, Chimera Squad обладает расширенной поддержкой модификаций, позволяющих игрокам добавлять новых персонажей, миссии и снаряжение в игру.

## Сюжет
Действие Chimera Squad разворачивается в Городе-31 (англ. City 31), в котором люди и инопланетяне ведут совместную жизнь. События происходят через пять лет после XCOM 2: War of the Chosen, в котором была свергнута организация ADVENT, возглавляемая инопланетянами и представлявшая власть на Земле в течение 20 лет после вторжения. Игрок управляет отрядом «Химера», выступающим в городе в качестве миротворца и противостоящий неизвестным элементам, пытающимся дестабилизировать ситуацию в Городе-31.
Мэр Найтингейл из Города-31 была убита в ходе террористической атаки и перед отрядом «Химера» встаёт задача найти виновных. По ходу расследования отряд по очереди противостоит трём криминальным фракциям: Потомки (с англ. — «The Progeny») — культ судного дня, состоящий из существ с псионическими способностями; Серый Феникс (англ. Gray Phoenix) — уличная банда, состоящая из пришельцев, считающих земное сообщество неподходящим для них, и желающих любой ценой покинуть Землю; и Священная спираль (англ. Sacred Coid) — религиозный культ, состоящий из бывших солдат и пришельцев ADVENT, проповедующий спасение для тех, кто противостоял XCOM. Со временем «Химера» узнаёт, что за всеми тремя группами стоит четвёртая таинственная фракция под кодовым именем «Атлас».
Как только все три криминальные группы повержены, Атлас проводит атаку на городской центр Города-31. Отряд «Химера» спасает помощника мэра Парату, попутно отбиваясь от атакующих. Вскоре они узнают, что убив Найтингейл и поддерживая остальные фракции, Атлас пытается принести хаос в Город-31 с конечной целью захватить над ним контроль. Отряд «Химера» штурмует укрытие Атласа и побеждает их лидера. Спустя месяц, пока отряд «Химера» празднует победу, два человека, наблюдающие за своей штаб-квартирой с монитора, замечают, что к тому времени, как организация XCOM поймёт, что началась война с новой угрозой в их лице, будет уже слишком поздно, чтобы остановить их.

## Разработка
Главным дизайнером Chimera Squad стал Марк Наута, участвовавший в разработке XCOM 2 в качестве геймдизайнера. По словам Джейка Соломона, ведущего разработчика XCOM 2, команда разработки Chimera Squad включала множество людей из команды XCOM 2, однако сам он не принимал участие в проекте. Разработка Chimera Squad началась после завершения работы над дополнением XCOM 2: War of the Chosen.
Firaxis — студия, разработавшая Chimera Squad, — называла игру «ни сиквелом, ни дополнением XCOM 2». По словам Науты, их намерением было исследование различных геймплейных и повествовательных механик игр XCOM без необходимости перебалансировать элементы XCOM 2 или War of the Choosen. Наута посчитал, что изменения, осуществлённые в Chimera Squad, были достаточно радикальными, чтобы бросить вызов опытным игрокам, однако меньшие масштабы игры могли помочь привлечь в серию новых игроков. Издатель игры, компания 2K Games, объяснил, что цена игры — 20$ с 50%-ной скидкой в первую неделю после выпуска — была выставлена с целью привлечь новых игроков в серию.
Решение сменить акцент игры на персонажей, каждый из которых будет иметь уникальные способности, стало результатом опыта разработки дополнения XCOM 2: War of the Chosen, в котором было несколько уникальных врагов и нанимаемых солдат. После того как разработчики решили создать персонажей вручную на замену случайно сгенерированным солдатам из прошлых игр XCOM, они отказались от перманентной смерти, однако добились того, чтобы потеря персонажа в бою имела последствия.
Механика «чередующихся ходов» была ответом на жалобы игроков предыдущих игр серии, в которых сначала двигались все солдаты одной стороны, а затем ход переходил к другой стороне. Игроки обнаруживали, что у них не получается осуществлять долгосрочные стратегии в битве из-за массового передвижения противников, в то время как новая система чередующихся ходов позволяет игрокам осуществлять желаемые стратегии, лишь реагируя на передвижения отдельных врагов. Основатель Firaxis Сид Мейер был сторонником новой механики с самого начала и реализовал прототип в игровом движке, разрабатываемом им в течение 20 лет. Это помогло Науте и другим разработчикам понять, как идея будет работать на практике и внести ряд уточнений в идею, чтобы она лучше соответствовала игровому процессу стиля XCOM.
У издателя нет планов ни на консольные версии игры, ни на DLC или расширения.

## Критика
| Сводный рейтинг       | Сводный рейтинг |
| Агрегатор             | Оценка          |
| --------------------- | --------------- |
| Metacritic            | 77/100          |
| Иноязычные издания    |                 |
| Издание               | Оценка          |
| Destructoid           | 7,5/10          |
| Game Informer         | 8/10            |
| IGN                   | 7/10            |
| PC Gamer (UK)         | 72/100          |
| The Guardian          | [ 15 ]          |
| VG247                 | [ 16 ]          |
| Русскоязычные издания |                 |
| Издание               | Оценка          |
| «Игромания»           | [ 17 ]          |
| «НИМ»                 | 8,1/10          |

Chimera Squad получила в основном положительные отзывы критиков. На агрегаторе рецензий Metacritic средний балл игры составляет 77 из 100 на основе 50 рецензий.
Одно из основных отличий Chimera Squad от XCOM 2 — замена случайно сгенерированных солдат на 11 заготовленных заранее персонажей — было объектом как положительных, так и отрицательных отзывов критиков. Бен Ривз в рецензии для Game Informer похвалил решение создать озвученных персонажей и отметил, что их взаимодействие друг с другом доставляло ему удовольствие, в то время как Крис Картер из Destructoid посчитал озвучку слабой, а контраст между «кровавой бойней и беззаботным стёбом» раздражающим. Уникальные способности персонажей и возможность комбинировать сильные стороны разных бойцов была оценена многими критиками.
Льюис Пэквуд из The Guardian посчитал, что возможность использовать те же способности, что в прошлых играх франшизы были направлены против игрока, «удивительно расслабляет». Том Сеньор из PC Games, однако, посчитал, что сценарий каждой битвы разворачивается слишком быстро, и у игрока не хватает времени на то, чтобы использовать некоторые из комбинаций способностей, а также пожалел, что в начале игры не открывается больше умений персонажей .
Ряд других критиков были менее благосклонны, в основном отмечая несоответствие тона игры и качества сюжета предыдущим играм франшизы. Марцелло Перриконе из Strategy Gamer назвал игру «несообразным видением серии, в котором у вас есть змеи в отряде и бессмысленные шутки вместо построения мира и реиграбельности», а Том Маркс из IGN заявил, что в игре есть ряд интересных идей, но они «не выстраиваются в изящное целое».
Критики также отмечали, что игра значительно проще предыдущих игр франшизы. Кирк Маккинд из VG247 заметил, что игровые персонажи становятся значительно более сильными, чем враги, уже к середине игры, и отметил, что возможность неограниченно перезапускать миссии и отсутствие перманентной смерти персонажей убивает всякое напряжение от игры. Ту же мысль повторил Ривз из Game Informer, отметив, что потеря юнита превратилась из «мощного удара в живот» из предыдущих игр серии в «разочарование» в этой игре.
На момент выпуска игры одной из проблем было наличие программных ошибок, приводивших к аварийному завершению игры. У Картера из Destructoid произошло два вылета во время подготовки рецензии, хотя он отметил, что благодаря системе автоматических сохранений в игре каждый раз терялось менее одной минуты игрового времени.
Игра была номинирована в категории «Лучший симулятор/стратегия» на The Game Awards 2020, однако победителем стал авиасимулятор Microsoft Flight Simulator.